# Rhabdodontidae
Los rabdodóntidos (Rhabdodontidae) son una familia extinta de dinosaurios ornitópodos iguanodontianos, que vivieron en el Cretácico (hace aproximadamente entre 80 y 66 de años, desde el Campaniense hasta el Maastrichtiense). Los rabdodóntidos semejaban grandes hipsilofodontes robustos, con cráneos altos y mandíbulas.

## Clasificación

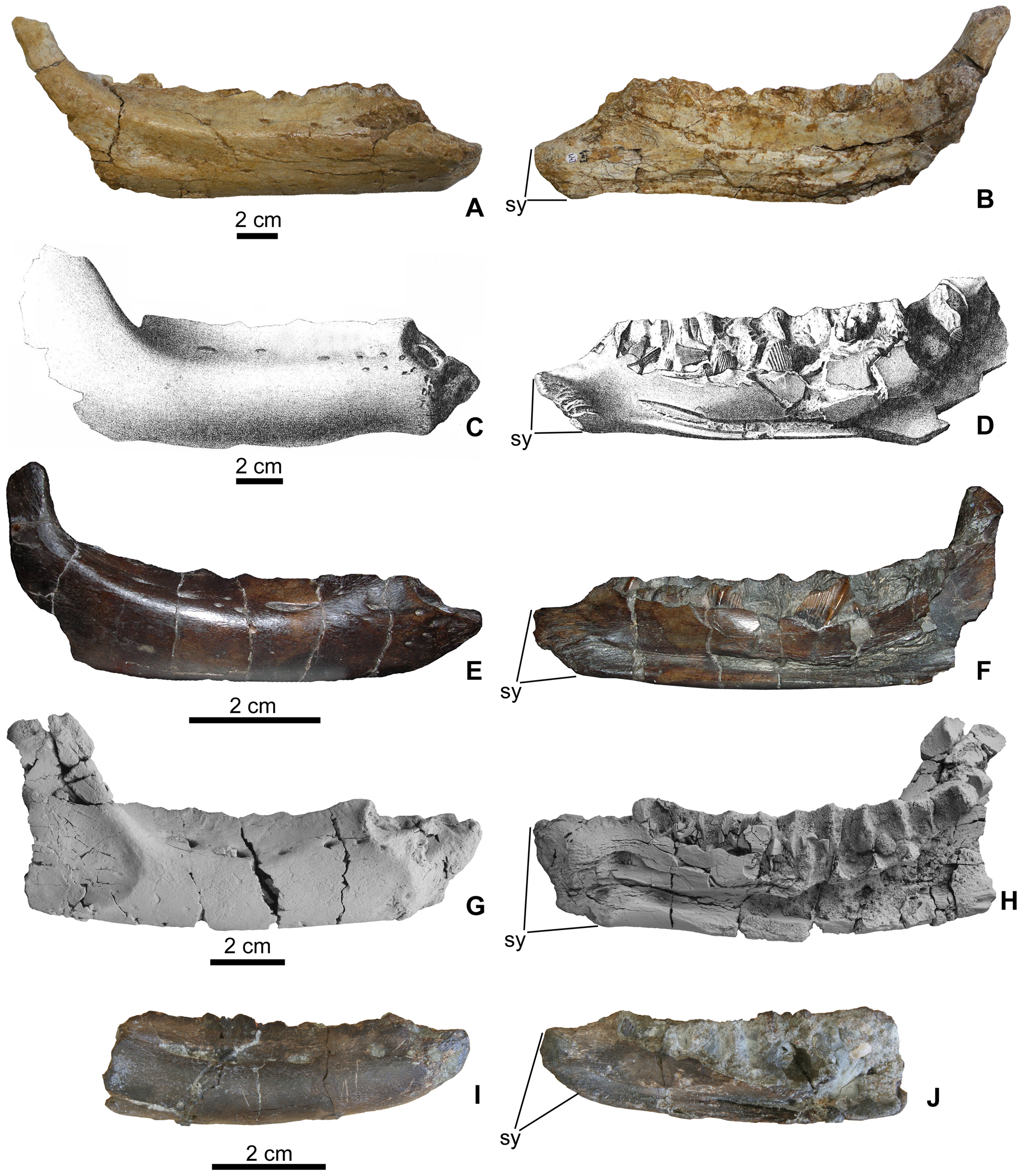
Comparación de dentarios de rabdodóntidos.

La familia fue propuesta originalmente por David B. Weishampel et al. en 2002. Los rabdodóntidos fueron definidos como "el más reciente ancestro común de Zalmoxes robustus y Rhabdodon priscus y todos los descendientes de su ancestro común". En 2005, Paul Sereno definió a la familia "como el clado más inclusivo conteniendo a Rhabdodon priscus pero no a Parasaurolophus walkeri". Rhabdodontidae incluye al género tipo Rhabdodon, Zalmoxes, y posiblemente a Mochlodon e incluso a Muttaburrasaurus.
Paul Sereno propuso una nueva definición de la familia, siendo el clado más inclusivo que abarca a Rhabdodon priscus pero no a Parasaurolophus walkeri. Posteriormente en 2016, se propuso una diagnosis morfológica, la cual excluye a Muttaburrasaurus, a diferencia de la definición de Sereno. Por tanto, se acuñó un nuevo clado, Rhabdodontomorpha para abarcar al grupo mayor. El cladograma mostrado a continuación fue recuperado según el análisis de Dieudonné et al. (2016).
|  | Anabisetia                                                   |
|  |                                                              |
|  | \| \| Tenontosaurus \| \| \| \| \| \| Dryomorpha \| \| \| \| |
|  |                                                              |
|  | Tenontosaurus                                                |
|  |                                                              |
|  | Dryomorpha                                                   |
|  |                                                              |

|  | Tenontosaurus |
|  |               |
|  | Dryomorpha    |
|  |               |

|  | Mochlodon                                              |
|  |                                                        |
|  | \| \| Rhabdodon \| \| \| \| \| \| Zalmoxes \| \| \| \| |
|  |                                                        |
|  | Rhabdodon                                              |
|  |                                                        |
|  | Zalmoxes                                               |
|  |                                                        |

|  | Rhabdodon |
|  |           |
|  | Zalmoxes  |
|  |           |

|  | Mochlodon                                              |
|  |                                                        |
|  | \| \| Rhabdodon \| \| \| \| \| \| Zalmoxes \| \| \| \| |
|  |                                                        |
|  | Rhabdodon                                              |
|  |                                                        |
|  | Zalmoxes                                               |
|  |                                                        |

|  | Rhabdodon |
|  |           |
|  | Zalmoxes  |
|  |           |

|  | Mochlodon                                              |
|  |                                                        |
|  | \| \| Rhabdodon \| \| \| \| \| \| Zalmoxes \| \| \| \| |
|  |                                                        |
|  | Rhabdodon                                              |
|  |                                                        |
|  | Zalmoxes                                               |
|  |                                                        |

|  | Rhabdodon |
|  |           |
|  | Zalmoxes  |
|  |           |

|  | Mochlodon                                              |
|  |                                                        |
|  | \| \| Rhabdodon \| \| \| \| \| \| Zalmoxes \| \| \| \| |
|  |                                                        |
|  | Rhabdodon                                              |
|  |                                                        |
|  | Zalmoxes                                               |
|  |                                                        |

|  | Rhabdodon |
|  |           |
|  | Zalmoxes  |
|  |           |

|  | Anabisetia                                                   |
|  |                                                              |
|  | \| \| Tenontosaurus \| \| \| \| \| \| Dryomorpha \| \| \| \| |
|  |                                                              |
|  | Tenontosaurus                                                |
|  |                                                              |
|  | Dryomorpha                                                   |
|  |                                                              |

|  | Tenontosaurus |
|  |               |
|  | Dryomorpha    |
|  |               |

|  | Mochlodon                                              |
|  |                                                        |
|  | \| \| Rhabdodon \| \| \| \| \| \| Zalmoxes \| \| \| \| |
|  |                                                        |
|  | Rhabdodon                                              |
|  |                                                        |
|  | Zalmoxes                                               |
|  |                                                        |

|  | Rhabdodon |
|  |           |
|  | Zalmoxes  |
|  |           |

|  | Mochlodon                                              |
|  |                                                        |
|  | \| \| Rhabdodon \| \| \| \| \| \| Zalmoxes \| \| \| \| |
|  |                                                        |
|  | Rhabdodon                                              |
|  |                                                        |
|  | Zalmoxes                                               |
|  |                                                        |

|  | Rhabdodon |
|  |           |
|  | Zalmoxes  |
|  |           |

|  | Mochlodon                                              |
|  |                                                        |
|  | \| \| Rhabdodon \| \| \| \| \| \| Zalmoxes \| \| \| \| |
|  |                                                        |
|  | Rhabdodon                                              |
|  |                                                        |
|  | Zalmoxes                                               |
|  |                                                        |

|  | Rhabdodon |
|  |           |
|  | Zalmoxes  |
|  |           |

|  | Mochlodon                                              |
|  |                                                        |
|  | \| \| Rhabdodon \| \| \| \| \| \| Zalmoxes \| \| \| \| |
|  |                                                        |
|  | Rhabdodon                                              |
|  |                                                        |
|  | Zalmoxes                                               |
|  |                                                        |

|  | Rhabdodon |
|  |           |
|  | Zalmoxes  |
|  |           |

### Evolución
Tradicionalmente, se ha considerado que Mochlodon y Zalmoxes eran enanos insulares. Por su parte, Ősi et al. (2012) propusieron que Rhabdodon experimentó el gigantismo en tierra firme, en contraste con el enanismo al que fueron sujetos Zalmoxes y Mochlodon en sus hábitats isleños.